# Jozef Štolfa
Jozef Štolfa (* 4. ledna 1942) je bývalý slovenský fotbalista, obránce.

## Fotbalová kariéra
V československé lize hrál za ZVL Žilina. Nastoupil ve 47 ligových utkáních a dal 1 gól.

## Ligová bilance
| Ročník                                   | Zápasy | Góly | Klub           |
| ---------------------------------------- | ------ | ---- | -------------- |
| 1. československá fotbalová liga 1966/67 | 12     | 0    | Jednota Žilina |
| 1. československá fotbalová liga 1967/68 | 23     | 1    | Jednota Žilina |
| 1. československá fotbalová liga 1968/69 | 11     | 0    | ZVL Žilina     |
| 1. československá fotbalová liga 1969/70 | 1      | 0    | ZVL Žilina     |
| CELKEM                                   | 47     | 1    |                |